# Мамет (река)
Мамет (Мамэч; коряк. Мамэт) — река на северо-западе Камчатского края в России.
Длина реки — 56 км. Площадь водосборного бассейна — 532 км². Протекает по территории Пенжинского района Камчатского края. Впадает в Пенжинскую губу Охотского моря.
Название в переводе с корякского Мамэт — «юкольник».
Притоки (от устья к истоку):
- 8 км[5]: Мыянгмамет[6] (Мя Мамет[5], правый[6]);
- 11 км: Тундровая[5] (левый)[6];
- 17 км: Порожистая[5] (левый)[6];
- 21 км: Бурная[5] (правый)[6];
- 21 км[5]: Гачынгмамет[6] (Гочны Мамет[5], левый[6]);
- 26 км: Тычгычгеваям[5] (правый)[6].

## Данные водного реестра
По данным государственного водного реестра России относится к Анадыро-Колымскому бассейновому округу.
Код водного объекта в государственном водном реестре — 19080000112120000040430.